# Купольный зал на Афрасиабе
Купольный зал на Афрасиабе — раскопанные руины здания в восточной части Афрасиаба (Узбекистан). Здание первоначально состояло из трёх одинаковых помещений, вытянутых в направлении восток о-запада.
На стенах среднего помещения здания местами сохранился резной ганчевый декор, а на его полу было найдено множество фрагментов ганча, резного и скульптурного, который должен был украшать куполообразное перекрытие и верхние части стен. Было археологически установлено, что здание возведено в IX или даже в конце VIII века и перестроено в X веке, причём в это время средний зал получил свой богатый резной декор, а восточный зал был «усечён» и потерял первоначальную форму.
Этому зданию и опыту его реконструкции в значительной степени посвящена изданная его исследованиями монография. Археолог И. Ахраров поместил здесь отчёт о раскопках, известный искусствовед Л. И. Ремпель — исследование остатков ганчевого убранства и основанную на нём графическую реконструкцию.
Трёхкомнатный комплекс купольного зала имел, как полагал учёный, не бытовое, а представительно-репрезентантное назначение: следы бытовых функций здесь не найдены и они противоречили бы парадно-анфиладному единству трёх одинаковых, богато устрашенных комнат. Средняя комната отличалась от других тем, что была открыта на юг, во двор не одной, а двумя дверями. В этом, учёный усмотрел сильно деформированную традицию трёхчастного жилища, на подобие караван-сарае в Пайкенде, в котором две комнаты разделены помещением типа лоджии-айван, более или менее открытого двора.
Купольный зал и соседние с ним западное помещение представляют собой в плане не квадрат, а прямоугольник с многократно уже встречавшимся учёным в Средней Азии соотношением сторон, — 1:0,866. Это подтверждает планом археологических остатков здания. Размеры помещений 4,90Х5,50 метров. При этом обнаруживается, что расположение и размер дверных проёмов, соединяющих все три помещения и лежащих вплотную к южной фасадной стене, не произвольны. Они занимают пространство между этой стеной и ближайшими к ней углами шестиугольника, вписанного в план помещения. Такое совпадение, едва ли случайное, позволяет предположить, что характерные пропорции помещений в этом случае были прямо связаны, по крайней мере на первом этапе жизни здания, с конструкцией был не купол, требующий квадратного основания, а деревянный брусчатый свод рузан шестиугольной формы. Перекрытия такого рода, не дошедшие до нас, имели распространение в строительстве Средней Азии ещё в доисламскую эпоху.
Зависимость же места и размера дверных проёмов от типа перекрытия в данном случае может быть объяснено тем, что углы нижнего деревянного венца шестиугольной формы опирались не на сырцовые стены, а, как это было принято ещё в доисламское время, на пристенные деревянные опоры, некоторые из которых служили вертикальными стойками дверей. Кроме того, ненадёжные участки стен над дверными проёмами оказывались вне давления тяжёлого брусчатого перекрытия.
Всё это делает сомнительной реконструкцию зала в X веке в виде купола на тромпах: возведённый над неквадратным, слегка удлинённым помещением, такой купол должен был иметь неприятную вытянутую форму, с которой плохо  сочетается найденная при раскопках декорация в виде рельефных и регулярно расположенных тяг. Более вероятным представляется перекрытие в виде деревянного каркасного купола шестигранной формы, основанного на нижнем шестиугольном венце, — эта конструкция, среднеазиатские традиции которой восходят к парфянской эпохе и сохраняются вплоть до XIX века, могла нести изнутри резной ганчевый декор. Криволинейные ганчевые детали, принятые Л. И. Ремпелем за остатки тромпов, по С. Г. Хмельницкому представляют собой части небольших декоративных куполков, которые украшали плоские треугольники потолка у углов помещения, как комнате-мечети городской усадьбы в городской усадьбы в Сайёде (Таджикистан), где полагается, что было такое же перекрытие.